# Canton de Champigny-sur-Marne-1
Le canton de Champigny-sur-Marne-1 est une circonscription électorale française située dans le département du Val-de-Marne et la région Île-de-France.

## Histoire

### De 1893 à 1935
Champigny faisait partie du canton de Nogent-sur-Marne, créé par la loi du 14 avril 1893.
| Période | Période      | Identité        | Étiquette   | Qualité |
| ------- | ------------ | --------------- | ----------- | --- |
| 1893    | 1893 (décès) | René Gamain     | Républicain | Avocat Maire de Champigny (1892-1893)                                                                                            |
| 1893    | 1912         | Pierre Blanchon | Rad.        | Propriétaire à Paris et à Champigny                                                                                              |
| 1912    | 1929         | Emile Brisson   | Rad.        | Directeur d'école primaire supérieure Maire de Nogent-sur-Marne (1907-1919) Président du Conseil général de la Seine (1924-1925) |
| 1929    | 1935         | Pierre Champion | RG          | Archiviste paléographe Maire de Nogent-sur-Marne (1919-1942)                                                                     |

### De 1935 à 1945
Champigny forme un nouveau canton (avec Bry-sur-Marne).
| Période                     | Période                                 | Identité                           | Étiquette | Qualité                                                                   |
| --------------------------- | --------------------------------------- | ---------------------------------- | --------- | ------------------------------------------------------------------------- |
| 1935                        | 1940 maintenu jusqu'en 1941 (démission) | Gaston Allemane                    | SFIO      | Chef-comptable Adjoint au maire de Champigny-sur-Marne Député (1936-1940) |
| 1941 (nommé par décret)     | 1944 (démission)                        | Roger Quentin-Bauchart (1908-1983) |           | Banquier                                                                  |
| 1945 Décret du 12 mars 1945 | 1945                                    | Robert Sorel (1907-1981)           | SFIO      | Comptable Adjoint au maire de Champigny-sur-Marne (1945-1947)             |

### De 1945 à 1953
Champigny fait partie du secteur de Sceaux-Est (avec Montreuil, Vincennes, Nogent-sur-Marne, Saint-Maur-des-Fossés, Charenton).

### De 1953 à 1959
Champigny fait partie du secteur 1 du département de la Seine (avec Charenton, Ivry-sur-Seine, Nogent-sur-Marne, Saint-Maur-des-Fossés).
Roland Foucard (1921-1991), ouvrier du bâtiment, Premier adjoint PCF au maire de Champigny-sur-Marne fait partie des 11 élus du secteur.

### De 1959 à 1967
Champigny et Bry-sur-Marne forment le 39ème secteur du département de la Seine.
| Période                                            | Période | Identité                   | Étiquette | Qualité                                                              |
| -------------------------------------------------- | ------- | -------------------------- | --------- | -------------------------------------------------------------------- |
| 1959 39e secteur Bry-sur-Marne-Champigny-sur-Marne | 1967    | Roland Foucard (1921-1991) | PCF       | Ouvrier du bâtiment Maire-adjoint de Champigny-sur-Marne (1953-1965) |

### De 1967 à 1976
Canton de Champigny-sur-Marne
| Période | Période | Identité                    | Étiquette | Qualité                                              |
| ------- | ------- | --------------------------- | --------- | ---------------------------------------------------- |
| 1967    | 1976    | Pierre Vincenot (1929-2000) | PCF       | Photograveur Adjoint au Maire de Champigny-sur-Marne |

### De 1976 à 2015
Un nouveau découpage territorial du Val-de-Marne entre en vigueur à l'occasion des premières élections départementales suivant le décret du 17 février 2014. Les conseillers départementaux sont, à compter de ces élections, élus au scrutin majoritaire binominal mixte. Les électeurs de chaque canton élisent au Conseil départemental, nouvelle appellation du Conseil général, deux membres de sexe différent, qui se présentent en binôme de candidats. Les conseillers départementaux sont élus pour 6 ans au scrutin binominal majoritaire à deux tours, l'accès au second tour nécessitant 12,5 % des inscrits au 1er tour. En outre la totalité des conseillers départementaux est renouvelée. Ce nouveau mode de scrutin nécessite un redécoupage des cantons dont le nombre est divisé par deux avec arrondi à l'unité impaire supérieure si ce nombre n'est pas entier impair, assorti de conditions de seuils minimaux. Dans le Val-de-Marne, le nombre de cantons passe ainsi de 49 à 25.
Le canton de Champigny-sur-Marne-1 est créé par ce décret. Il est formé d'une fraction de la commune de Champigny-sur-Marne. Il est entièrement inclus dans l'arrondissement de Nogent-sur-Marne. Le bureau centralisateur est situé à Champigny-sur-Marne.

## Représentation
| Période élective | Période élective | Mandat | Mandat   | Identité                 | Nuance | Nuance | Qualité |
| ---------------- | ---------------- | ------ | -------- | ------------------------ | ------ | ------ | --- |
| 2015             | 2021             | 2015   | 2021     | Christian Favier         |        | PCF    | Professeur des écoles Président du Conseil départemental, Sénateur (2011 à 2017)                                                                      |
| 2015             | 2021             | 2015   | 2021     | Jeannick Le Lagadec      |        | DVG    | Professeure des écoles Maire-adjointe de Champigny-sur-Marne, membre de LFI                                                                           |
| 2021             | 2028             | 2021   | en cours | Michel Duvaudier         |        | LR     | Ancien directeur d'agence, adjoint au maire de Champigny-sur-Marne, 3e vice-président chargé de l’habitat, du logement et de la politique de la ville |
| 2021             | 2028             | 2021   | en cours | Catherine Mussotte-Guedj |        | DVD    | Enquêtrice à l'INSEE, adjointe au maire de Champigny-sur-Marne, membre de Soyons libres                                                               |

### Résultats détaillés

#### Élections de mars 2015
À l'issue du 1er tour des élections départementales de 2015, deux binômes sont en ballottage : Christian Favier et Jeannick Le Lagadec (FG, 45,64 %) et Laurent Jeanne et Aurore Thiroux (Union de la Droite, 34,89 %). Le taux de participation est de 43,89 % (12 430 votants sur 28 322 inscrits) contre 44,44 % au niveau départemental et 50,17 % au niveau national.
Au second tour, Christian Favier et Jeannick Le Lagadec (FG) sont élus avec 51,88 % des suffrages exprimés et un taux de participation de 43,82 % (6 227 voix pour 12 410 votants et 28 322 inscrits).

#### Élections de juin 2021
Le premier tour des élections départementales de 2021 est marqué par un très faible taux de participation (33,26 % au niveau national). Dans le canton de Champigny-sur-Marne-1, ce taux de participation est de 29,38 % (8 461 votants sur 28 798 inscrits) contre 29,98 % au niveau départemental. À l'issue de ce premier tour, deux binômes sont en ballottage : Michel Duvaudier et Catherine Mussotte-Guedj (DVD, 44,92 %) et Christian Favier et Jeannick Le Lagadec (Union à gauche, 42,93 %).
Le second tour des élections est marqué une nouvelle fois par une abstention massive équivalente au premier tour. Les taux de participation sont de 34,36 % au niveau national, 32,99 % dans le département et 34,24 % dans le canton de Champigny-sur-Marne-1. Michel Duvaudier et Catherine Mussotte-Guedj (DVD) sont élus avec 52,47 % des suffrages exprimés (5 055 voix pour 9 864 votants et 28 806 inscrits),,.

## Composition
| Nom                                         | Code Insee | Intercommunalité         | Superficie (km2) | Population (dernière pop. légale)                | Densité (hab./km2) | Modifier                                    |
| ------------------------------------------- | ---------- | ------------------------ | ---------------- | ------------------------------------------------ | ------------------ | ------------------------------------------- |
| Champigny-sur-Marne (bureau centralisateur) | 94017      | Métropole du Grand Paris | 11,30            | Fraction : 52 594 (2022) Commune : 78 367 (2022) | 6 935              | modifier les données · modifier les données |
| Canton de Champigny-sur-Marne-1             | 9403       |                          |                  | 52 594 (2022)                                    |                    | modifier les données                        |

Le canton de Champigny-sur-Marne-1 comprend la partie de la commune de Champigny-sur-Marne située à l'ouest d'une ligne définie par l'axe des voies et limites suivantes : depuis la limite territoriale de la commune de Villiers-sur-Marne, rue des Nations, place de l'Union, rue Voltaire, avenue Maurice-Thorez, avenue des Grands-Godets, ligne droite dans le prolongement de l'avenue des Grands-Godets jusqu'à l'angle de la rue Marcel-Paul, rue Marcel-Paul, rue de Dunkerque, rue du Monument, prolongement de la rue du Monument jusqu'à la limite territoriale de la commune de Chennevières-sur-Marne.

## Démographie
En 2022, le canton comptait 52 594 habitants, en évolution de +1,22 % par rapport à 2016 (Val-de-Marne : +3 %, France hors Mayotte : +2,11 %).
| 2013   | 2018   | 2022   |
| ------ | ------ | ------ |
| 50 437 | 51 338 | 52 594 |